# ハーザー
ハーザー（HAZAH）とは、1996年に創刊されたキリスト教、聖霊派の月刊誌である。聖霊派の記事を中心に福音派やキリスト教根本主義の立場の記事も掲載されている。初期は福音派の執筆者も多かった。
ハーザーの名称はヘブライ語の「幻」からきている。『現改訳聖書』刊行事業のために、2010年度は休刊していたが、2011年1月号で復刊された。

## 執筆陣
おもな執筆者は奥山実、大川従道、デイヴィッド・ウィルカーソン、李相烈、水草修治、手束正昭が連載。松沢秀章、辻岡健象、千田次郎、アーサー・ホーランド、折田政博、滝元明、松岡欣也が奥山実と対談。

## 論争
キリスト教界におけるカルト化、キリスト教再建主義、セカンドチャンス、天皇制問題（日の丸、君が代）、など誌上は複数の論争の舞台となった。初期は主の十字架クリスチャン・センターを支持していたが、後にカルトとみなすようになり、批判者に転じた。
創刊者・編集長の笹井大庸は右翼団体・一水会の元活動家であり、2007年から2009年まで右翼的思想を持つ日本基督教団の手束正昭牧師による大東亜戦争肯定論を連載するなど他の日本のキリスト教界誌には見られない特徴をもっている。